# Karl Ludwig Böhlendorff
Karl Ludwig Böhlendorff (* 24. November 1767 in Berlin; † 17. April 1855 in Stettin) war preußischer Regierungspräsident in Stettin und Provinzialsteuerdirektor von Pommern.

## Leben
Karl Ludwig Böhlendorff war ein Sohn von Johann Gottlieb Böhlendorf und Eleonora Elisabeth, geb. Dräger. Er besuchte von 1781 bis 1785 das Joachimsthalsche Gymnasium. Danach trat er in den Dienst der preußischen Generalakzise- und Zolldirektion. 1787 erhielt er eine Anstellung als Kalkulator bei der Provinzialdirektion in Stettin. Er wurde später zum Provinzial-Steuerinspektor und schließlich 1795 zum Akzise- und Zollrat im Rang eines Kriegs- und Domänenrats befördert. Unklar ist, ob seine Versetzung nach Stolp damit verbunden war oder erst wenig später erfolgte. 1804 wurde er nach Heiligenstadt versetzt, um dort die Verwaltung aufzubauen. Ab 1806 arbeitete er wieder in Stettin. 1810 wurde er zum Regierungsdirektor der Pommerschen Akzise- und Zolldeputation ernannt.
1815 bat Böhlendorff in einem Brief an den Staatskanzler Karl August von Hardenberg, ihn nicht an einen anderen Ort zu versetzen, sondern ihm das Direktorat der Regierungsabteilung II zu überlassen. Hardenberg stimmte zu und Böhlendorff erhielt 1816 die gewünschte Stelle. Böhlendorff arbeitete eng mit dem Oberpräsidenten Johann August Sack bei der Umgestaltung der Provinz Pommern zusammen. Eines ihrer Projekte war der Ausbau der Wasserstraße von der Ostsee durch die Swine nach Stettin. 1818 wurde Karl Ludwig Böhlendorff zum Regierungsvizepräsidenten und 1820 zum Regierungspräsidenten des Regierungsbezirks Stettin ernannt.
Er regte für die Stadt Swinemünde die Hinwendung zum Badebetrieb an. Zusammen mit dem Oberpräsidenten Sack gründete er eine Aktiengesellschaft, die das erste Kurhaus in der Stadt bauen ließ. 1826 wurde Böhlendorff zum Geheimen Oberfinanzrat und Provinzialsteuerdirektor in Pommern ernannt. Kurz darauf wurde ihm der Rote Adlerorden III. Klasse verliehen. Die Provinzialsteuerdirektion war eine neu geschaffene, eigenständige Behörde neben den Bezirksregierungen. Ihr waren alle Steuer- und Zollämter der Provinz unterstellt. Böhlendorff gelang es fast jedes Jahr, mehr Steuern einzunehmen als per Voranschlag erwartet wurde.
Für seine Verdienste erhielt er 1833 die Schleife zum Roten Adlerorden III. Klasse. Zu seinem 50. Dienstjubiläum wurde ihm 1835 der Rote Adlerorden II. Klasse mit Eichenlaub verliehen. 1843 wurde er zum Wirklichen Geheimen Oberfinanzrat ernannt. Zum 60. Dienstjubiläum erhielt er den Stern zum Roten Adlerorden II. Klasse. 1850 wurde er in den beantragten Ruhestand versetzt. Beim Ausscheiden aus dem Dienst wurde ihm der Rote Adlerorden I. Klasse mit Eichenlaub verliehen.

## Familie
Karl Ludwig Böhlendorff adoptierte August Kölpin, einen Sohn des Stettiner Justizrates Franz Philipp Kölpin (1783–1848). August Kölpin wurde 1856 mit dem Namen von Böhlendorff-Kölpin in den Adelsstand erhoben. Er hatte zwei Töchter und den Sohn Karl von Böhlendorff-Kölpin (1855–1925).